# Ригоручей
Ригоручей — ручей в России, протекает по территории Сосновецкого сельского поселения Беломорского района Республики Карелии. Длина ручья — 12 км.
Ручей берёт начало из озера Долгого на высоте 126,4 м над уровнем моря.
Течёт преимущественно в юго-восточном направлении по заболоченной местности.
Ручей в общей сложности имеет семь притоков суммарной длиной 20 км.
Втекает на высоте 104,0 м над уровнем моря в реку Тунгуду, впадающую в реку Нижний Выг.
Населённые пункты на ручье отсутствуют.
Код объекта в государственном водном реестре — 02020001312202000006762.